# Norra Finnskoga distrikt
Norra Finnskoga distrikt är ett distrikt i Torsby kommun och Värmlands län. Distriktet ligger omkring Höljes i norra Värmland och gränsar till Dalarna och Norge.

## Tidigare administrativ tillhörighet
Distriktet inrättades 2016 och utgörs av Norra Finnskoga socken i Torsby kommun.
Området motsvarar den omfattning Norra Finnskoga församling hade vid årsskiftet 1999/2000.

## Tätorter och småorter
I Norra Finnskoga distrikt finns en småort men inga tätorter. 

### Småorter
- Höljes